# Nacions celtes

Les sis nacions celtes, tal com reconeix la Lliga Cèltica són:
Escòcia
Irlanda
Illa de Man
Gal·les
Cornualla
Bretanya

Bandera amb combinació de les banderes de les nacions cèltiques

Les nacions celtes són els territoris a l'oest d'Europa on han sobreviscut les llengües cèltiques o trets culturals celtes. El terme "nació" s'utilitza en el seu sentit original designant un poble que comparteix una identitat i una cultura comunes i s'identifica amb un territori tradicional. No és sinònim d'"Estat sobirà".
Els sis territoris àmpliament considerades nacions celtes són Bretanya (Breizh), Cornualla (Kernow), Gal·les (Cymru), Escòcia (Alba), Irlanda (Éire), i l'Illa de Man (Mannin), comunament conegudes com la "franja celta". Cadascun té una llengua celta que o bé encara es parla o es parlava en els temps moderns.
Abans de les expansions de l'antiga Roma i de les tribus germàniques i eslaves, una part significativa d'Europa estava dominada pels celtes, deixant rere seu un llegat dels trets culturals celtes.
Els territoris al nord-oest de la península Ibèrica, sobretot Galícia, nord de Portugal i Astúries, denominades històricament com a Gallaecia, que cobreix el centre-nord de Portugal i Espanya, a vegades són considerades nacions celtes a causa de la seva cultura i història. A diferència de les altres, però, no s'hi ha parlat cap llengua celta en temps moderns. No obstant això, un estudi d'un equip d'investigació a la Universitat d'Oxford va trobar que la majoria dels britànics descendeixen d'un grup de tribus que va arribar d'Ibèria al voltant de 5000 aC, abans de la difusió dels celtes a Europa occidental.

## Sis nacions celtes
Cadascuna de les sis nacions té la seva pròpia llengua cèltica. A Gal·les, Escòcia, Bretanya i Irlanda, s'hi han parlat de forma contínua a través del temps, mentre que a Cornualla i l'Illa de Man tenen llengües que s'han parlat en els temps moderns, però més tard s'han extingit com a llengües parlades per la comunitat. En les dues últimes regions, però, moviments de revitalització lingüística han portat a l'adopció d'aquestes llengües per part d'adults i disposen d'un nombre de parlants nadius.
Irlanda, Gal·les, Bretanya i Escòcia contenen àrees on s'utilitza una llengua celta sobre una base diària; a Irlanda la zona s'anomena Gaeltacht a la costa occidental; Y Fro Gymraeg a Gal·les i a Bretanya Breizh-Izel. En general, aquestes es troben les comunitats a l'oest del país i zones més aïllades de muntanya o àrees insulars. El terme  Gàidhealtachd  distingeix històricament les zones de parla gaèlica d'Escòcia (les Terres Altes) de la Terres Baixes de parla scots (és a dir, de parla anglosaxona). Més recentment, aquest terme també ha estat adoptat com a nom gaèlic del Consell de Highland, que inclou àrees de parla no gaèlic. Per tant, ara s'utilitzen termes més específics, com sgìre Ghàidhlig ("zona de parla gaèlica").
A Gal·les, el gal·lès és subjecte obligatori en el pla d'estudis bàsic subjecte, estudiat per tots els alumnes. A més, el 20% dels nens en edat escolar a Gal·les va a escoles en gal·lès, on se'ls ensenya totalment en gal·lès. A la República d'Irlanda, tots els nens en edat escolar estudien irlandès com una de les tres matèries bàsiques fins al final de l'escola secundària, i el 7,4% de l'educació primària és en irlandès, com a part del moviment Gaelscoil.

## Altres territoris
Algunes parts del nord de la península Ibèrica, sobretot Galícia, nord de Portugal, Cantàbria i Astúries, també reclamen herència celta. Cal destacar que la música regional es caracteritza per l'ús extensiu de gaites, un instrument comú en la música celta. Músics de Galícia i Astúries han participat en festivals de música cèltica, com el Festival Intercèltic de Lorient bretó, que el 2013 va celebrar l'Any d'Astúries. Al nord de Portugal, part de l'antiga Gallaecia (Galícia, Minho, Douro i Trás-os-Montes), també hi ha tradicions molt semblants a les gallegues. Però no s'ha parlat cap llengua celta al nord de la península ibèrica probablement des de l'edat mitjana, i tant el gallec com l'asturlleonès són llengües romàniques, tot i que amb un substrat celta important.
L'irlandès va ser parlat àmpliament a l'illa de Terranova abans de gairebé desaparèixer durant el segle xx. Es conserven vestigis en algunes paraules trobades a l'anglès de Terranova anglès, com scrob per "scratch", i sleveen per "rascal". Actualment no hi ha parlants fluids de gaèlic escocès a Terranova o Labrador. El coneixement sembla estar restringit en gran manera a passatges de memòria, com ara contes i cançons tradicionals.
El gaèlic escocès del Canadà, dialecte del gaèlic escocès, encara és parlat en altres parts del Canadà Atlàntic, principalment a l'illa de Cap Bretó i les zones adjacents de Nova Escòcia. El 2011, hi havia 1.275 parlants del gaèlic a Nova Escòcia, i 300 residents de la província consideren una llengua gaèlica com la seva "llengua materna".
El gal·lès de la Patagònia és parlat a Y Wladfa a la província de Chubut de Patagònia amb parlants esporàdics a tota Argentina per gal·lesos argentins. Les estimacions del nombre de parlants de gal·lès van des 1.500 a 5,000.

## Llengües cèltiques
La següent taula mostra la població de cada nació celta i el nombre de persones a cada país, els que poden parlar llengües [celtes]. El nombre total de persones que resideixen en les nacions celtes és 19.596.000 persones i, dels quals, el nombre total de persones que parlen llengües cèltiques és d'aproximadament 2.818.000, el 14,3%.
| País        | Nom celta           | Llengua                   | Poble                           | Població                                | Parlants | Percentatge                |
| Irlanda¹    | Éire                | Irlandès (Gaeilge)        | Irlandesos (Éireannaigh, Gaeil) | 6.399.115 (ROI 4.588.252, NI 1.810.863) | 1.944.353 total: — Irlanda: 1.904.958 (ROI 1.774.437, NI 130.521) — Estats Units: 30.000 — Canadà: 7.500 — Austràlia: 1.895 | 29,7% (ROI 38,6%, NI 7,2%) |
| Escòcia     | Alba                | Gaèlic escocès (Gàidhlig) | Escocesos (Albannaich)          | 5.313.600                               | 92.400 | 1.2%                       |
| Bretanya    | Breizh              | Bretó (Brezhoneg)         | Bretons (Breizhiz)              | 4.300.000                               | 206.000 | 5%                         |
| Gal·les     | Cymru               | Gal·lès (Cymraeg)         | Gal·lesos (Cymry)               | 3.000.000                               | 750.000+ total: — Gal·les: 611.000 — Anglaterra: 150.000 — Argentina: 5.000 — Estats Units: 2.500 — Canadà: 2.200           | 21,7%                      |
| Cornualla   | Kernow              | Còrnic (Kernowek)         | Còrnics (Kernowyon)             | 500.000                                 | 2.000 | 0,1%                       |
| Illa de Man | Mannin Ellan Vannin | Manx (Gaelg)              | Manesos (Manninee)              | 84.497                                  | 1.662 | 2,0%                       |

- ¹ La bandera de la República d'Irlanda és utilitzada per la Lliga cèltica per representar Irlanda, tot i que no hi ha cap bandera universalment acceptada pel conjunt de l'illa.

De les esmentades llengües, tres pertanyen a la branca goidèlica o gaèlic (irlandès, manx, gaèlic escocès) i tres a la britònica (gal·lès, cornuallès, bretó).
| (català)           | Irlandès (Gaeilge)     | gaèlic escocès (Gàidhlig) | Manx (Gaelg)        | Gal·lès (Cymraeg)  | Còrnic (Kernowek) | Bretó (Brezhoneg) |
| ------------------ | ---------------------- | ------------------------- | ------------------- | ------------------ | ----------------- | ----------------- |
| Irlanda            | Éire                   | Èirinn                    | Nerin               | Iwerddon           | Iwerdhon          | Iwerzhon          |
| Escòcia            | Albain                 | Alba                      | Nalbin              | yr Alban           | Alban             | Alban/Skos        |
| Man Illa de Man    | Manainn Oileán Mhanann | Manainn Eilean Mhanainn   | Mannin Ellan Vannin | Manaw Ynys Manaw   | Manow Enys Vanow  | Manav Enez Vanav  |
| Gal·les            | an Bhreatain Bheag     | a' Chuimrigh              | Bretin              | Cymru              | Kembra            | Kembre            |
| Cornualla          | an Chorn               | a' Chòrn                  | yn Chorn            | Cernyw             | Kernow            | Kernev-Veur       |
| Bretanya           | an Bhriotáin           | a' Bhreatainn Bheag       | yn Vritaan          | Llydaw             | Breten Vian       | Breizh            |
| Gran Bretanya      | an Bhreatain Mhór      | Breatainn Mhòr            | Bretin Vooar        | Prydain Fawr       | Breten Veur       | Breizh Veur       |
| Nacions cèltiques  | náisiúin Cheilteacha   | nàiseanan Ceilteach       | ashoonyn Celtiagh   | gwledydd Celtaidd  | broyow keltek     | broioù Keltiek    |
| Llengües cèltiques | teangacha Ceilteacha   | cànain/teangan Cheilteach | çhengaghyn Celtiagh | ieithoedd Celtaidd | yethow keltek     | yezhoù Keltiek    |

## Identitat cèltica

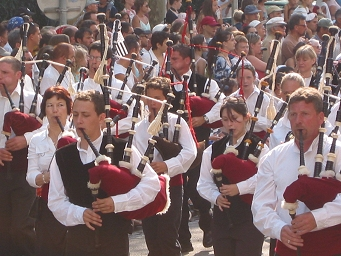
Gaiters al Festival Intercèltic de Lorient

La cooperació formal entre les nacions celtes és activa en molts contexts, inclosa la política, lingüística, la cultura, la música i els esports:
La Lliga Cèltica és una organització política inter-celta, que fa campanya per la política, la llengua, els drets culturals i socials, que afecten una o més de les nacions celtes.
Establit en 1917, el Congrés Cèltic és una organització no política que busca promoure la cultura i les llengües cèltiques i mantenir el contacte intel·lectual i una estreta cooperació entre els pobles celtes.
Entre els festivals que celebren la cultura de les nacions celtes hi ha el Festival Intercèltic de Lorient (Bretanya), el Festival Pancèltic (Irlanda), CeltFest Cuba (l'Havana, Cuba), el Festival Nacional celta (Portarlington, Austràlia), el Celtic Media Festival (mostra de cinema i televisió de les nacions celtes), i l'Eisteddfod (Gal·les).
Entre els festivals musicals intercèltics destaquen Celtic Connections (Glasgow), i l'Hebridean Celtic Festival (Stornoway). Degut a la immigració encara es parla un dialecte del gaèlic escocès (gaèlic escocès del Canadà) a l'illa de Cap Bretó a Nova Escòcia, mentre que hi ha una minoria de parlants gal·lesos a la província de Chubut a l'Argentina. Per tant, per alguns propòsits, com el Festival Intercèltic de Lorient, Gallaecia, Astúries i l'illa de Cap Bretó a Nova Escòcia són considerades tres de les nounacions cèltiques.
Se celebren competicions entre nacions celtes en esports com el rugbi a 15 (Pro12, antigament coneguda com a Lliga Cèltica), atletisme (Copa Cèltica) i futbol (la Copa de Nacions, també coneguda com a Copa Cèltica).
La República d'Irlanda va gaudir d'un període de ràpid creixement econòmic entre 1995 a 2007, el que va porta a l'ús de la frase tigre celta per descriure el país. Les aspiracions d'Escòcia per aconseguir un rendiment econòmic similar al d'Irlanda va portar al primer ministre d'Escòcia Alex Salmond en 2007 a ajustar la seva visió d'un lleó celta per l'economia d'Escòcia.

## Terminologia
El terme "nacions celtes" deriva dels estudis lingüístics de l'erudit del segle xvi George Buchanan i del polimat Edward Lhuyd. Com a assistent i conservador de l'Ashmolean Museum d'Oxford (1691-1709), Lhuyd va viatjar extensament per Gran Bretanya, Irlanda i Bretanya entre finals del segle xvii i principis del segle xviii. Va prendre nota de la similitud entre les llengües de Bretanya, Cornualla i Gal·les, a les que va anomenar "Celtes-P" o britònic, entre les llengües d'Irlanda, illa de Man i Escòcia, a les que va anomenar "Celta-Q" o goidèlic, i entre els dos grups. Lhuyd va publicar en 1707 Archaeologia Britannica: an Account of the Languages, Histories and Customs of Great Britain, from Travels through Wales, Cornwall, Bas-Bretagne, Ireland and Scotland, on arribava a la conclusió que totes les sis llengües derivaven de la mateixa arrel. Lhuyd va teoritzar que la llengua arrel descendia de llengües parlades per les tribus de la Gàl·lia durant l'edat de ferro, a les que els escriptors grecs i romans anomenaren celtes. Després de definir els idiomes de les esmentades àrees com a celta, les persones que hi viuen i que parlen aquests idiomes foren coneguts també com a celtes. Hi ha certa controvèrsia sobre si la teoria de Lhuyd és correcta. No obstant això, el terme "celta" per descriure les llengües i els pobles de Bretanya, Cornualla, Gal·les, Irlanda, Illa de Man i Escòcia, és acceptat des del xviii i actualment s'utilitza de manera extensiva.
Aquestes zones d'Europa a vegades són conegudes com a "cinturó celta" o "franja celta" per la seva ubicació als límits occidentals del continent, i dels estats on hi habiten (per exemple, Bretanya està al nord-oest de França, Cornwall es troba al sud-oest de Gran Bretanya, Gal·les a Gran Bretanya occidental i les zones de parla gaèliques d'Irlanda i Escòcia es troben a l'oest d'aquests països). Adicionalment, la regió és coneguda com a "Creixent Cèltic" a causa de la posició a Europa semblant a la forma de mitja lluna.

## Territoris dels antics celtes

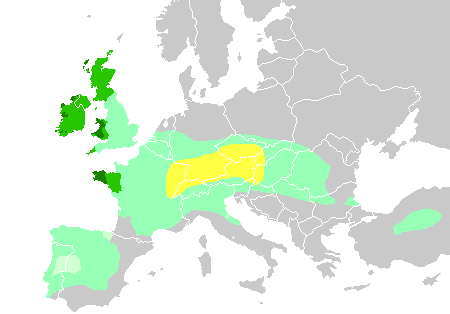
Presència antiga i actual dels celtes a Europa:
Nucli territorial de la cultura de Hallstatt, s. VI aC
Màxima expansió celta, 275 aC
Àrea lusitana de la Península Ibèrica on la presència celta és incerta
Les sis nacions celtes
Àrees on encara es parlen llengües cèltiques

Durant l'edat de ferro a Europa, els antics celtes van estendre llur territori a la major part d'Europa occidental i central, part d'Europa de l'Est i el centre d'Anatòlia.
Les llengües cèltiques continentals s'havien extingit a l'edat mitjana, i els "trets culturals celtes" continentals com les tradicions i pràctiques orals com la visita als pous i deus sagrats, desaparegudes en gran manera o, en alguns casos, traduïdes. Com que ja no tenien una llengua celta viva, ja no s'inclouen com a "nacions celtes". No obstant això, alguns d'aquests països tenen moviments que reclamen una "identitat celta".

### Península Ibèrica

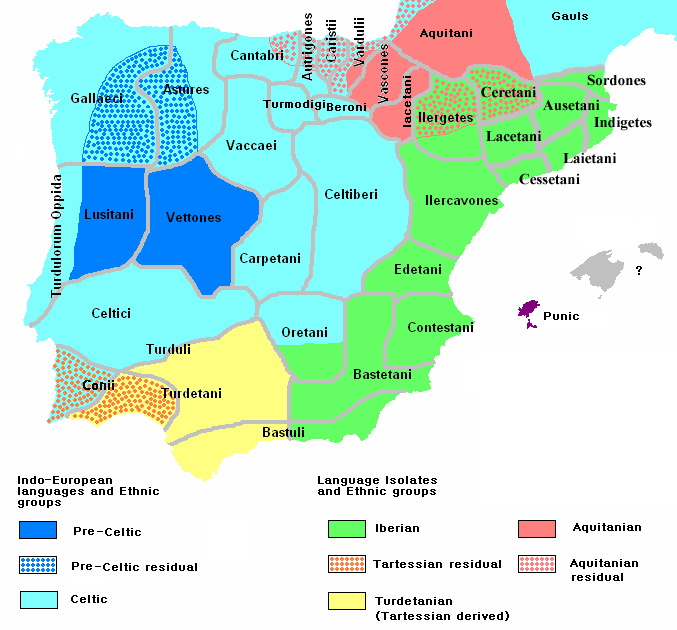
La península ibèrica el 200 aC.

La Península Ibèrica era una àrea fortament influenciada per la cultura cèltica, sobretot l'antiga regió de Gallaecia (l'actual Galícia i Braga, Viana do Castelo, Douro, Porto i Bragança a Portugal) i la regió d'Astúries (la comunitat autònoma d'Astúries, i les províncies de Lleó i Zamora). Només França i Gran Bretanya tenen més noms de llocs cèltics més antics que Espanya i Portugal juntes (Cunliffe i Koch el 2010 i 2012).
Algunes de les tribus cèltiques registrades a aquestes regions pels romans van ser els gallaeci, els bràcars, els àsturs, els càntabres, els beturis, els celtibers, els tumorgogis, albions i cerbarcis. El lusitans són classificats per alguns com celtes, o almenys celtitzats, però encara queden inscripcions en lusità no cèltic pel que sembla. No obstant això, el llenguatge tenia clares afinitats amb el llenguatge cèltic de Gallaecia. Els actuals gallecs, asturians, càntabres i portuguesos del nord reclamen herència o identitat celta. Tot i que les empremtes culturals celtes són tan difícils d'analitzar, com en els altres països celtes antics d'Europa a causa de l'extinció de les llengües celtes ibèriques en temps dels romans, l'herència celta es testifica en la toponímia i el substrat de la llengua, en els texts antics, el folklore i la música. Al final, la influència celta tardana, s'atribueix a la colònia romano-britànica de Britonia a Galícia (segle v).
La història mítica Lebor Gabála Érenn en irlandès mitjà (segle X) acredita Gallaecia com el punt des del qual els celtes galaics salparen a conquerir Irlanda.

### Anglaterra

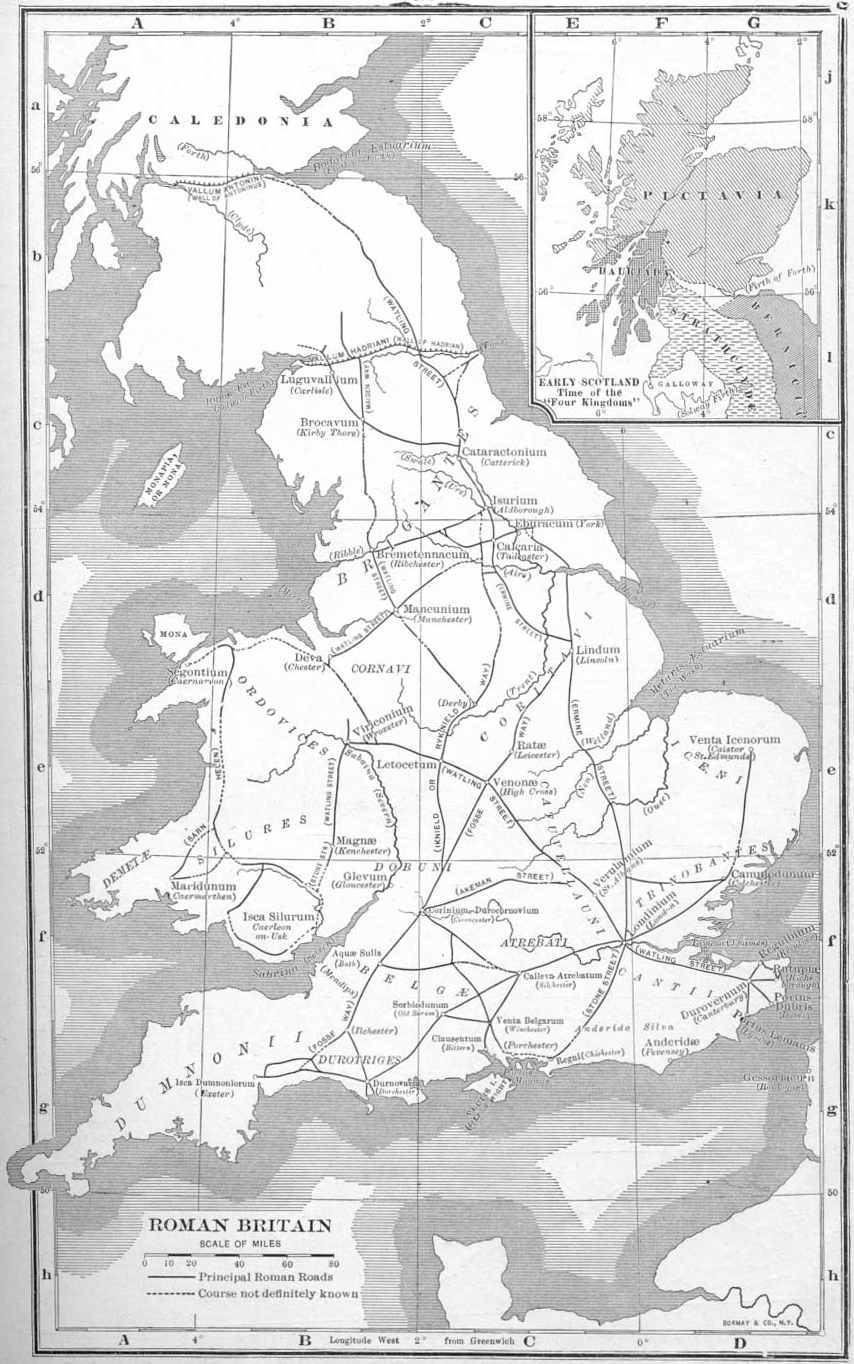
Principal llocs de la Britànnia romana, amb indicació dels noms de les tribus celtes.

En llengües cèltiques, Anglaterra és anomenada generalment com a "terra dels saxons" (Sasana, Pow Sows, Bro-Saoz etc.), i en gal·lès com a Lloegr ((tot i que la traducció gal·lesa d'anglès també es refereix a la ruta saxona: Saesneg, i els anglesos són anomenats "Saeson", o "Sae" en singular). El lleugerament despectiu terme gaèlic escocès sassenach deriva d'aquesta font. Però el cúmbric parlat va sobreviure fins aproximadament el segle xii, el còrnic fins al segle xviii, i el gal·lès dins la Marca de Gal·les, sobretot a Archenfield, que ara forma part de Herefordshire, fins al segle xix. tant Cumbria com Cornualla eren tradicionalment de cultura britònica; l'assentament anglosaxó en aquestes àrees fou històricament petit. Cornualla existí com a estat independent durant algun temps després de la fundació d'Anglaterra, i Cúmbria va retenir originalment un alt grau d'autonomia dins del Regne de Northumbria. La unificació del regne angle de Northumbria amb el regne cumbri de Cúmbria es va produir a causa d'un matrimoni polític entre el rei Oswiu de Northumbria i la reina Riemmelth (Rhiainfellt en gal·lès antic), princesa de Rheged, amb una presència anglo menor a conseqüència d'això.
Els moviments de població entre diferents parts de Gran Bretanya al llarg de dos segles, amb el desenvolupament industrial i els canvis en els patrons de vida, com ara el creixement de segones llars de vacances, han modificat en gran manera les característiques demogràfiques d'aquestes àrees, incloses les Illes Scilly de la costa de Cornualla, fins i tot Cornualla, en particular reté  característiques culturals úniques, i el  moviment d'autogovern còrnic. està ben establert.
Els topònims britònics i cúmbrics es troben arreu d'Anglaterra, però són més comuns a l'oest d'Anglaterra que a l'Est, arribant a la seva major densitat a les zones tradicionalment celtes de Cornualla, Cúmbria i les zones limítrofes d'Anglaterra amb Gal·les. Elements d'identificació que contenen paraules topogràfiques britòniques es troben a moltes zones d'Anglaterra, com per exemple: caer 'fort', com a la ciutat de Cúmbria de Carlisle; pen 'turó', com a la ciutat de Cumbria de Penrith i el turó de Pendle, a Lancashire; afon 'riu', com en el riu Avon a Warwickshire; i mynydd 'muntanya', com a Long Mynd a Shropshire. El nom 'Cúmbria' es deriva de la mateixa arrel que Cymru, el nom gal·lès per País de Gal·les, que significa "la terra dels companys".

### Antigues regions gal·les

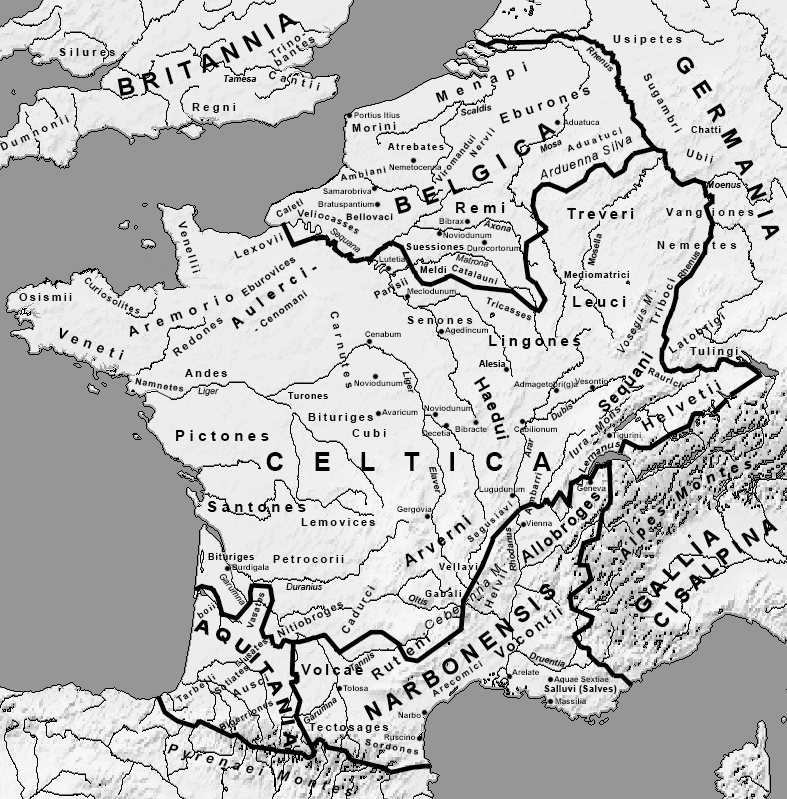
Divisió de la Gàl·lia segons les fonts clàssiques

La major part de francesos s'identifiquen amb l'antiga Gàl·lia i són molt conscients que eren un poble que parlava llengües celtes i que van viure amb formes de la vida cèltics. En l'actualitat, el sobrenom popular de gals o poble gal es fa servir molt sovint en el sentit de 'poble francès' per diferenciar-se dels descendents d'estrangers a França.
Sovint els valons es caracteritzen com a «celtes» principalment en oposició de les identitats «teutònica» dels flamencs i «llatina» dels francesos. Altres es consideren belgues, és a dir, descendents del poble germano-celta diferent del gal·lo-celta francès.
L'etnònim «Walloon» deriva de walha, mot germànic que vol dir 'estranger', cognat dels mots «gal·lès» i «valac». El nom de Bèlgica, país d'origen dels valons, és cognat amb els noms de les tribus celtes belgues i (possiblement) els llegendaris irlandesos Fir Bolg.

### Península itàlica
La cultura Canegrate (segle XIII aC) pot representar la primera onada migratòria de la població protocelta. de la part nord-oest dels Alps que, a través dels ports alpins, ja havia penetrat i es va instal·lar a la vall del Po occidental entre llac Maggiore i llac Como (cultura Scamozzina). Per això s'ha proposat que una presència proto-celta més antiga es remunta al començament de l'edat de bronze mitjana (XVI-XV aC), Quan Itàlia nord-occidental sembla estretament lligada a la producció d'artefactes de bronze, incloent els ornaments, als grups occidentals de la Cultura dels túmuls (Europa central, 1600 aC - 1200 aC). Material cultural La Tène apareix a una gran àrea de la península italiana, l'exemple més al sud del qual és el nucli celta de Canosa di Puglia.
Itàlia és la llar del lepòntic, la llengua cèltica més antiga testificada (des del segle VI aC). Antigament parlat a Suïssa i al centre-nord d'Itàlia, des dels Alps a Úmbria. Segons el Recueil des Inscriptions Gauloises s'han trobat més de 760 inscripcions gal·les al llarg de l'actual França (amb la notable excepció d'Aquitània) i a Itàlia, la qual cosa demostra la importància de l'herència celta a la península.
La regió de parla francoprovençal de la vall d'Aosta també reclama herència celta.
El partit autonomista Lliga Nord sovint exalta la reclamació de les arrels cèltiques d'Itàlia septentrional o Padània.
S'informa també que el Friül també reclama celticitat (estudis recents han estimat que aproximadament 1/10 de les paraules friülanes són d'origen cèltic, com una gran quantitat de tradicions, balls, cançons i mitologia típics friülans són restes de la cultura dels carns que vivien en aquesta zona durant l'època romana i l'edat mitjana. Alguns friülans es consideren a si mateixos i la seva regió com una de les nacions celtes).

### Regions d'Europa central i oriental
Les tribus celtes habitaven el país que avui és el sud d'Alemanya i Àustria. Molts estudiosos han associat els pobles celtes antics amb la cultura de Hallstatt. Els bois, els escordiscs, i els vindèlics són algunes de les tribus que van habitar Europa central, incloent el que avui és Eslovàquia, Sèrbia, Croàcia, Polònia i la República Txeca, així com Alemanya i Àustria. Els boii va donar el seu nom a Bohèmia. Els boii van fundar una ciutat al lloc de l'actual Praga, i algunes de les seves ruïnes són ara una atracció turística. Alguns reclamen que els txecs moderns són els descendents dels boii que foren invadits posteriorment pels eslaus (així com els germànics històrics de les terres txeques). Aquesta afirmació no sols pot ser política: d'acord amb un estudi realitzat en 2000 per Semino, el 35,6% dels homes txecs tenen el  cromosoma I-haplogrup R1b, que és comú entre els celtes, però poc habitual entre els eslaus. El celtes també van fundar Singidúnum prop de l'actual Belgrad, tot i que la presència celta a les actuals regions sèrbies es limita a l'extrem nord (incloent principalment l'almenys parcialment històricament hongaresa Vojvodina). L'actual capital de Turquia, Ankara, va ser un cop el centre de la cultura celta a Anatòlia central, donant el nom a la regió, Galàcia. La cultura de La Tène (rep el nom d'una regió en l'actual Suïssa) va succeir l'era halstatt en gran part d'Europa central.

## Diàspora celta
En altres regions, les persones amb herència cultural d'una de les nacions celtes també s'associen amb la identitat celta. A aquestes àrees les tradicions i les llengües cèltiques són components importants de la cultura local. Aquests inclouen la Gaeltacht permanent nord-americana a Tamworth, Ontario, Canadà, única gaeltacht s'irlandès fora d'Irlanda; la vall del riu Chubut la Patagònia amb argentins de parla gal·lesa (conegut com a Y Wladfa); l'illa de Cap Bretó a Nova Escòcia, amb canadencs gaèlics; i el sud-est de Terranova amb canadencs de parla irlandesa. Així que en un moment donat en la dècada de 1900 hi havia més de 12.000 gaèlics escocesos de Lewis que vivien als cantons de l'Est del Quebec, Canadà, amb topònims que en l'actualitat recorden aquells habitants.
Grans extensions dels Estats Units d'Amèrica estaven subjectes a la migració de gent dels pobles celtes. Irlandesos catòlics de parla irlandesa es congregaren en particular a les ciutats de la costa est de Nova York, Boston i Filadèlfia, i, també a Chicago, mentre que els escocesos i escocesos de l'Ulster eren particularment prominents al sud dels Estats Units, incloent els Apalatxes.
Una llegenda popular durant l'època elisabetiana afirmava que un príncep de Gal·les anomenat Madoc va establir una colònia a Amèrica del Nord a finals del segle xii. La història narra que els descendents dels colons es van barrejar amb les tribus índies locals que conserven la llengua gal·lesa i la religió cristiana centenars d'anys. Però no hi ha evidències contemporànies de l'existència del príncep Madoc. Una àrea de Pennsylvania coneguda com a Welsh Tract fou colonitzada per quàquers gal·lesos, on els noms de diverses ciutats en silenci porten noms gal·lesos,: com ara Bryn Mawr, Lower i Upper Gwynedd Township i Bala Cynwyd. Al segle xix els colons gal·lesos van arribar a la vall del riu Chubut de la Patagònia, Argentina i van establir una colònia anomenada Y Wladfa (Colònia Galesa). Avui dia, la llengua i les cases de te gal·leses són comunes a diverses ciutats, moltes de les quals tenen noms gal·lesos Dolavon i Trelew són exemples de ciutats gal·leses.
En la seva autobiografia, el poeta sud-africà Roy Campbell va recordar la seva joventut a la Vall de Dargle, prop de la ciutat de Pietermaritzburg, on la gent només parlaven gaèlic i zulu.
A Nova Zelanda, les regions del sud d'Otago i Southland van ser colonitzades per l'Església Lliure d'Escòcia. Molts dels noms de llocs a les dues regions (com les ciutats de Dunedin i Invercargill i el principal riu, el Clutha) tenen noms gaèlics escocesos, i la cultura cèltica encara és prominent a l'àrea.
A més d'això, una sèrie de persones del Canadà, Estats Units, Austràlia, Àfrica del Sud i altres parts de l'antic Imperi Britànic han format diverses societats cèltiques en els últims anys.